# DJK Gütersloh/Saison 1974/75
Die DJK Gütersloh Saison 1974/75 war die 12. Spielzeit des Fußballvereins aus Gütersloh, Nordrhein-Westfalen, nach der Fusion der DJK Blau-Weiß Gütersloh und der DJK Gütersloh-Süd im Jahr 1963. In dieser Saison wurde der Verein Tabellenvierzehnter in der 2. Fußball-Bundesliga. Im DFB-Pokal schied der Verein gegen den Erstligisten Rot-Weiss Essen in der 2. Runde aus.

## Transfers
| Zugänge     | Zugänge             | Zugänge            | Zugänge   |
| Datum       | Spieler             | abgebender Verein  | Anmerkung |
| ----------- | ------------------- | ------------------ | --------- |
| Sommerpause | Eduard Angele       | Eintracht Heessen  |           |
| Sommerpause | Wolfgang Grübel     |                    |           |
| Sommerpause | Peter Füllbier      | VfB 03 Bielefeld   |           |
| Sommerpause | Jürgen Klein        | FC Schalke 04      |           |
| Sommerpause | Michael Piwowarski  | VfL Osnabrück      |           |
| Sommerpause | Heinz Rudloff       | SG Wattenscheid 09 |           |
| Sommerpause | Wolfgang Rummenigge |                    |           |
| Sommerpause | Dietmar Wiese       | Preußen Münster    |           |

| Abgänge     | Abgänge       | Abgänge             | Abgänge   |
| Datum       | Spieler       | aufnehmender Verein | Anmerkung |
| ----------- | ------------- | ------------------- | --------- |
| Sommerpause | Dieter Roggow | Bünder SV           |           |

## Kader in der Saison 1974/75
|  | Deutschland | Ulrich Granzow | 28.04.1952 |
|  | Deutschland | Dietmar Wiese  | 03.05.1956 |

|  | Deutschland | Eduard Angele          | 10.12.1951 |
|  | Deutschland | Hans-Georg Brinkrolf   | 25.02.1956 |
|  | Deutschland | Heinz Diesen           | 10.08.1943 |
|  | Deutschland | Jürgen Klein           | 22.12.1949 |
|  | Deutschland | Dieter Meis            | 28.04.1948 |
|  | Deutschland | Karl-Heinz Nonnenbruch | 24.07.1941 |
|  | /           | Walter Oswald          | 08.10.1955 |
|  | Deutschland | Michael Piwowarski     | 14.11.1948 |

|  | Deutschland | Ulrich Braun        | 23.08.1941 |
|  | Deutschland | Heribert Bruchhagen | 04.09.1948 |
|  | Deutschland | Lutz Gärtner        | 01.10.1944 |
|  | Deutschland | Wolfgang Grübel     | 23.02.1956 |
|  | Deutschland | Jürgen Neisen       | 06.12.1947 |
|  | Deutschland | Peter Riediger      | 06.08.1950 |

|  | Deutschland | Peter Füllbier      | 08.01.1947 |
|  | Deutschland | Karl-Heinz Granitza | 01.11.1951 |
|  | Deutschland | Gerd Roggensack     | 05.10.1941 |
|  | Deutschland | Heinz Rudloff       | 31.05.1949 |
|  | Deutschland | Wolfgang Rummenigge | 19.11.1951 |

## Saison

### 2. Bundesliga
| ST | Datum              | Gegner                 | Ort      | Ergebnis | Tor(e) für die DJK Gütersloh                |
| -- | ------------------ | ---------------------- | -------- | -------- | ------------------------------------------- |
| 1  | 4. August 1974     | 1. SC Göttingen 05     | Auswärts | 2:5      | Nonnenbruch, Rummenigge                     |
| 2  | 11. August 1974    | FC St. Pauli           | Heim     | 2:2      | Rudloff (2×)                                |
| 3  | 21. August 1974    | Olympia Wilhelmshaven  | Auswärts | 1:2      | Braun                                       |
| 4  | 24. August 1974    | Schwarz-Weiß Essen     | Heim     | 3:1      | Gärtner, Roggensack (2×)                    |
| 5  | 28. August 1974    | 1. FC Mülheim-Styrum   | Auswärts | 0:1      |                                             |
| 6  | 1. September 1974  | KFC Uerdingen          | Heim     | 1:1      | Rudloff                                     |
| 7  | 15. September 1974 | Wacker 04 Berlin       | Auswärts | 0:1      |                                             |
| 8  | 22. September 1974 | DSC Arminia Bielefeld  | Heim     | 1:2      | Rudloff                                     |
| 9  | 28. September 1974 | Hannover 96            | Auswärts | 1:6      | Diesen                                      |
| 10 | 6. Oktober 1974    | SC Fortuna Köln        | Heim     | 2:0      | Granitza, Rummenigge                        |
| 11 | 12. Oktober 1974   | HSV Barmbek-Uhlenhorst | Auswärts | 0:0      |                                             |
| 12 | 19. Oktober 1974   | Alemannia Aachen       | Heim     | 4:2      | Granitza, Jansen (Eigentor), Klein, Rudloff |
| 13 | 2. November 1974   | Borussia Dortmund      | Auswärts | 1:2      | Gärtner                                     |
| 14 | 9. November 1974   | Rot-Weiß Oberhausen    | Heim     | 1:1      | Rudloff                                     |
| 15 | 17. November 1974  | Preußen Münster        | Auswärts | 3:3      | Rudloff, Gärtner, Oswald                    |
| 16 | 23. November 1974  | VfL Osnabrück          | Heim     | 1:1      | Granitza                                    |
| 17 | 1. Dezember 1974   | VfL Wolfsburg          | Auswärts | 1:2      | Oswald                                      |
| 18 | 8. Dezember 1974   | SpVgg Erkenschwick     | Heim     | 1:1      | Rudloff                                     |
| 19 | 5. Januar 1975     | SG Wattenscheid 09     | Auswärts | 3:1      | Gärtner, Klein, Rudloff                     |
| 20 | 19. Januar 1975    | 1. SC Göttingen 05     | Heim     | 3:2      | Oswald, Roggensack, Rudloff                 |
| 21 | 26. Januar 1975    | FC St. Pauli           | Auswärts | 0:1      |                                             |
| 22 | 2. Februar 1975    | Olympia Wilhelmshaven  | Heim     | 4:0      | Bruchhagen, Nonnenbruch, Rudloff (2×)       |
| 23 | 16. Februar 1975   | Schwarz-Weiß Essen     | Auswärts | 0:1      |                                             |
| 24 | 22. Februar 1975   | 1. FC Mülheim-Styrum   | Heim     | 1:1      | Granitza                                    |
| 25 | 2. März 1975       | KFC Uerdingen          | Auswärts | 2:2      | Diesen, Rummenigge                          |
| 26 | 8. März 1975       | Wacker 04 Berlin       | Heim     | 3:1      | Roggensack, Rudloff, Rummenigge             |
| 27 | 22. März 1975      | DSC Arminia Bielefeld  | Auswärts | 1:3      | Granitza                                    |
| 28 | 29. März 1975      | Hannover 96            | Heim     | 3:2      | Angele, Füllbier, Oswald                    |
| 29 | 5. April 1975      | SC Fortuna Köln        | Auswärts | 1:4      | Rudloff                                     |
| 30 | 12. April 1975     | HSV Barmbek-Uhlenhorst | Heim     | 2:0      | Füllbier, Rudloff                           |
| 31 | 19. April 1975     | Alemannia Aachen       | Auswärts | 1:2      | Rummenigge                                  |
| 32 | 19. Mai 1975 1     | Borussia Dortmund      | Heim     | 0:1      |                                             |
| 33 | 4. Mai 1975        | Rot-Weiß Oberhausen    | Auswärts | 1:0      | Rudloff                                     |
| 34 | 10. Mai 1975       | Preußen Münster        | Heim     | 0:1      |                                             |
| 35 | 25. Mai 1975       | VfL Osnabrück          | Auswärts | 2:4      | Oswald, Roggensack                          |
| 36 | 31. Mai 1975       | VfL Wolfsburg          | Heim     | 3:1      | Meis, Rummenigge (2×)                       |
| 37 | 8. Juni 1975       | SpVgg Erkenschwick     | Auswärts | 2:2      | Nonnenbruch, Rummenigge                     |
| 38 | 15. Juni 1975      | SG Wattenscheid 09     | Heim     | 0:1      |                                             |

### 2. Bundesliga-Tabellenverlauf
|                        | 1  | 2  | 3  | 4  | 5  | 6  | 7  | 8  | 9  | 10 | 11 | 12 | 13 | 14 | 15 | 16 | 17 | 18 | 19 | 20 | 21 | 22 | 23 | 24 | 25 | 26 | 27 | 28 | 29 | 30 | 31 | 32 | 33 | 34 | 35 | 36 | 37 | 38 |
| ---------------------- | -- | -- | -- | -- | -- | -- | -- | -- | -- | -- | -- | -- | -- | -- | -- | -- | -- | -- | -- | -- | -- | -- | -- | -- | -- | -- | -- | -- | -- | -- | -- | -- | -- | -- | -- | -- | -- | -- |
| DJK Gütersloh          | 19 | 19 | 19 | 16 | 17 | 15 | 18 | 19 | 20 | 19 | 19 | 17 | 17 | 16 | 16 | 17 | 17 | 16 | 16 | 13 | 14 | 14 | 15 | 15 | 15 | 12 | 13 | 12 | 12 | 12 | 12 | 12 | 12 | 12 | 13 | 13 | 12 | 14 |
| Stand: Ende der Saison |    |    |    |    |    |    |    |    |    |    |    |    |    |    |    |    |    |    |    |    |    |    |    |    |    |    |    |    |    |    |    |    |    |    |    |    |    |    |

### Abschlusstabelle
| Pl. | Verein                          | Sp. | S  | U  | N  | Tore    | Diff. | Punkte |
| --- | ------------------------------- | --- | -- | -- | -- | ------- | ----- | ------ |
| 1.  | Hannover 96 (A)                 | 38  | 25 | 4  | 9  | 093:390 | +54   | 54:22  |
| 2.  | Bayer 05 Uerdingen (Q W)        | 38  | 20 | 11 | 7  | 066:380 | +28   | 51:25  |
| 3.  | FC St. Pauli (Q N)              | 38  | 22 | 6  | 10 | 077:480 | +29   | 50:26  |
| 4.  | Arminia Bielefeld (Q W)         | 38  | 18 | 14 | 6  | 068:470 | +21   | 50:26  |
| 5.  | SC Fortuna Köln (A)             | 38  | 21 | 4  | 13 | 069:430 | +26   | 46:30  |
| 6.  | Borussia Dortmund (Q W)         | 38  | 17 | 12 | 9  | 065:440 | +21   | 46:30  |
| 7.  | SG Wattenscheid 09 (Q W)        | 38  | 18 | 10 | 10 | 072:530 | +19   | 46:30  |
| 8.  | VfL Osnabrück (Q N)             | 38  | 16 | 10 | 12 | 081:620 | +19   | 42:34  |
| 9.  | Preußen Münster (Q W)           | 38  | 17 | 8  | 13 | 073:630 | +10   | 42:34  |
| 10. | 1. SC Göttingen 05 (Q N)        | 38  | 15 | 9  | 14 | 060:660 | −6    | 39:37  |
| 11. | 1. FC Mülheim-Styrum (Q W)      | 38  | 12 | 12 | 14 | 047:640 | −17   | 36:40  |
| 12. | Schwarz-Weiß Essen (Q W)        | 38  | 13 | 8  | 17 | 055:690 | −14   | 34:42  |
| 13. | Wacker 04 Berlin (Q B)          | 38  | 13 | 7  | 18 | 054:680 | −14   | 33:43  |
| 14. | DJK Gütersloh (Q W)             | 38  | 11 | 10 | 17 | 057:630 | −6    | 32:44  |
| 15. | Alemannia Aachen (Q W)          | 38  | 11 | 8  | 19 | 057:710 | −14   | 30:46  |
| 16. | SpVgg Erkenschwick (Q W)        | 38  | 9  | 11 | 18 | 049:700 | −21   | 29:47  |
| 17. | TSR Olympia Wilhelmshaven (Q N) | 38  | 10 | 7  | 21 | 054:810 | −27   | 27:49  |
| 18. | Rot-Weiß Oberhausen (Q W)       | 38  | 6  | 15 | 17 | 038:660 | −28   | 27:49  |
| 19. | VfL Wolfsburg (Q N)             | 38  | 10 | 6  | 22 | 061:890 | −28   | 26:50  |
| 20. | HSV Barmbek-Uhlenhorst (Q N)    | 38  | 6  | 8  | 24 | 034:860 | −52   | 20:56  |

| (A)   | Absteiger aus der Bundesliga 1973/74            |
| (Q B) | Qualifikant aus der Regionalliga Berlin 1973/74 |
| (Q N) | Qualifikant aus der Regionalliga Nord 1973/74   |
| (Q W) | Qualifikant aus der Regionalliga West 1973/74   |

## DFB-Pokal
| VfB Homberg                                           | VfB Homberg | DJK Gütersloh | DJK Gütersloh |
| ----------------------------------------------------- | --- | --- | ------------- |
| VfB Homberg                                           | \| 1. Runde \| \| 7. September 1974 in Duisburg-Homberg (Stadion n. b.) \| \| Ergebnis: 1:3 (0:0) \| \| Zuschauer: 3.500 \| \| Schiedsrichter: Norbert Rieb \| \| Spielbericht \| | \| 1. Runde \| \| 7. September 1974 in Duisburg-Homberg (Stadion n. b.) \| \| Ergebnis: 1:3 (0:0) \| \| Zuschauer: 3.500 \| \| Schiedsrichter: Norbert Rieb \| \| Spielbericht \|                                                                                        | DJK Gütersloh |
| VfB Homberg                                           | Kaiser (42. Werner), Lederer, Sandrock, Marcic, Straschitz, Nowroth, Mocken, Hano, Bartke, Ettwig (39. Schwerer), Wolfgang Figura Cheftrainer: n. b.                              | Ulrich Granzow – Dieter Meis, Michael Piwowarski, Karl-Heinz Nonnenbruch, Hans-Georg Brinkrolf – Peter Riediger, Lutz Gärtner, Jürgen Neisen (66. Peter Füllbier), Ulrich Braun – Heinz Rudloff (46. Karl-Heinz Granitza), Wolfgang Rummenigge Cheftrainer: Rudi Schlott | DJK Gütersloh |
| VfB Homberg                                           | 1:1 Wolfgang Figura (58.) | 0:1 Karl-Heinz Granitza (51.) 1:2 Peter Riediger (74.) 1:3 Peter Füllbier (82.) | DJK Gütersloh |
| 1. Runde                                              | | |               |
| 7. September 1974 in Duisburg-Homberg (Stadion n. b.) | | |               |
| Ergebnis: 1:3 (0:0)                                   | | |               |
| Zuschauer: 3.500                                      | | |               |
| Schiedsrichter: Norbert Rieb                          | | |               |
| Spielbericht                                          | | |               |

| Rot-Weiss Essen                          | Rot-Weiss Essen | DJK Gütersloh | DJK Gütersloh |
| ---------------------------------------- | --- | --- | ------------- |
| Rot-Weiss Essen                          | \| 2. Runde \| \| 26. Oktober 1974 in Essen (Grugastadion) \| \| Ergebnis: 6:2 (2:1) \| \| Zuschauer: 5.000 \| \| Schiedsrichter: Walter Horstmann \| \| Spielbericht \|                                                                                      | \| 2. Runde \| \| 26. Oktober 1974 in Essen (Grugastadion) \| \| Ergebnis: 6:2 (2:1) \| \| Zuschauer: 5.000 \| \| Schiedsrichter: Walter Horstmann \| \| Spielbericht \|                                                                                            | DJK Gütersloh |
| Rot-Weiss Essen                          | Heinz Blasey – Gerd Wörmer, Gert Wieczorkowski, Eberhard Strauch, Hermann Erlhoff – Werner Lorant (79. Heinz Ridderbusch), Günter Fürhoff (75. Jürgen Hasebrink), Hans Dörre – Willi Lippens Hermann Lindner Manfred Burgsmüller Cheftrainer: Diethelm Ferner | Ulrich Granzow – Dieter Meis, Michael Piwowarski, Karl-Heinz Nonnenbruch, Hans-Georg Brinkrolf – Walter Oswald (71. Ulrich Braun), Lutz Gärtner, Jürgen Neisen (62. Eduard Angele), Gerd Roggensack – Karl-Heinz Granitza, Peter Füllbier Cheftrainer: Rudi Schlott | DJK Gütersloh |
| Rot-Weiss Essen                          | 1:1 Manfred Burgsmüller (24.) 2:1 Hermann Lindner (38.) 3:1 Günter Fürhoff (61.) 4:1 ? (?.) 5:1 ? (?) 6:1 Hermann Erlhoff (75.) | 0:1 Karl-Heinz Granitza (13.) 6:2 Dieter Meis (85.) | DJK Gütersloh |
| 2. Runde                                 | | |               |
| 26. Oktober 1974 in Essen (Grugastadion) | | |               |
| Ergebnis: 6:2 (2:1)                      | | |               |
| Zuschauer: 5.000                         | | |               |
| Schiedsrichter: Walter Horstmann         | | |               |
| Spielbericht                             | | |               |

## Statistiken

### Spielerstatistiken
| Spieler                | Bundesliga | Bundesliga | Bundesliga  | Bundesliga | DFB-Pokal | DFB-Pokal | DFB-Pokal   | DFB-Pokal  | Total    | Total | Total       | Total      |
| Spieler                | Einsätze   | Tore       | Gelbe Karte | Rote Karte | Einsätze  | Tore      | Gelbe Karte | Rote Karte | Einsätze | Tore  | Gelbe Karte | Rote Karte |
| ---------------------- | ---------- | ---------- | ----------- | ---------- | --------- | --------- | ----------- | ---------- | -------- | ----- | ----------- | ---------- |
| Eduard Angele          | 18         | 1          | 3           | 0          | 1         | 0         | 0           | 0          | 19       | 1     | 3           | 0          |
| Ulrich Braun           | 12         | 1          | 2           | 0          | 2         | 0         | 0           | 0          | 14       | 1     | 2           | 0          |
| Hans-Georg Brinkrolf   | 35         | 0          | 3           | 0          | 2         | 0         | 0           | 0          | 37       | 0     | 3           | 0          |
| Heribert Bruchhagen    | 14         | 1          | 0           | 0          | 0         | 0         | 0           | 0          | 14       | 1     | 0           | 0          |
| Heinz Diesen           | 15         | 2          | 0           | 0          | 0         | 0         | 0           | 0          | 15       | 2     | 0           | 0          |
| Peter Füllbier         | 27         | 2          | 3           | 0          | 2         | 1         | 0           | 0          | 29       | 3     | 3           | 0          |
| Lutz Gärtner           | 25         | 4          | 2           | 0          | 2         | 0         | 0           | 0          | 27       | 4     | 2           | 0          |
| Karl-Heinz Granitza    | 21         | 5          | 0           | 0          | 2         | 2         | 0           | 0          | 23       | 7     | 0           | 0          |
| Ulrich Granzow         | 38         | 0          | 0           | 0          | 2         | 0         | 0           | 0          | 40       | 0     | 0           | 0          |
| Wolfgang Grübel        | 1          | 0          | 0           | 0          | 0         | 0         | 0           | 0          | 1        | 0     | 0           | 0          |
| Jürgen Klein           | 28         | 2          | 0           | 0          | 0         | 0         | 0           | 0          | 28       | 2     | 0           | 0          |
| Dieter Meis            | 26         | 1          | 9           | 0          | 2         | 1         | 0           | 0          | 28       | 2     | 9           | 0          |
| Hans-Jürgen Neisen     | 10         | 0          | 0           | 0          | 2         | 0         | 0           | 0          | 12       | 0     | 0           | 0          |
| Karl-Heinz Nonnenbruch | 37         | 3          | 7           | 0          | 2         | 0         | 0           | 0          | 39       | 3     | 7           | 0          |
| Walter Oswald          | 34         | 5          | 1           | 0          | 1         | 0         | 0           | 0          | 35       | 5     | 1           | 0          |
| Michael Piwowarski     | 35         | 0          | 6           | 0          | 2         | 0         | 0           | 0          | 37       | 0     | 6           | 0          |
| Peter Riediger         | 18         | 0          | 1           | 0          | 1         | 1         | 0           | 0          | 19       | 1     | 1           | 0          |
| Gerd Roggensack        | 35         | 5          | 2           | 0          | 1         | 0         | 0           | 0          | 36       | 5     | 2           | 0          |
| Heinz Rudloff          | 28         | 16         | 4           | 1          | 1         | 0         | 0           | 0          | 29       | 16    | 4           | 1          |
| Wolfgang Rummenigge    | 29         | 8          | 1           | 0          | 1         | 0         | 0           | 0          | 30       | 8     | 1           | 0          |
| Dietmar Wiese          | 0          | 0          | 0           | 0          | 0         | 0         | 0           | 0          | 0        | 0     | 0           | 0          |

### 2. Bundesliga-Zuschauerzahlen
| Heidewaldstadion  | 12.500 | 81.300 | 4.279 | 67,76 % | 2/17 | nicht vorhanden | Adidas |
| Stand: Saisonende |        |        |       |         |      |                 |        |